# Pekelen

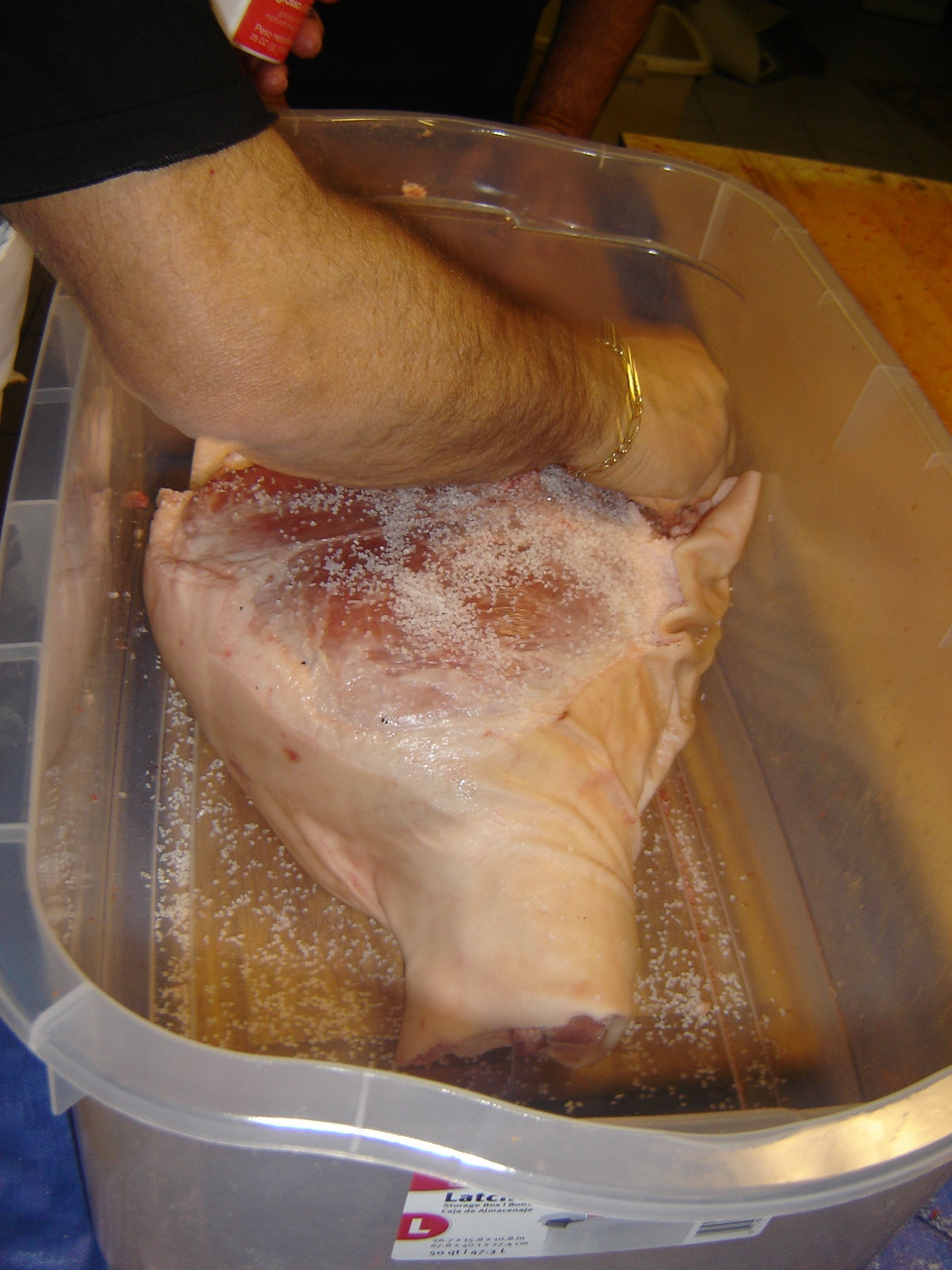
Pekelen van vlees.

Pekelen (ook: zouten) is het conserveren van etenswaren door het in te leggen in zout of pekel.
De smaak wordt door het pekelen beïnvloed en door veel mensen gewaardeerd. Hoewel er voor producten als haring en ham betere conserveringstechnieken zijn, wordt pekelen vanwege de smaak nog steeds toegepast — zij het dat sommige producten minder lang gepekeld worden en zo minder schadelijke zouten bevatten.
Bekende gepekelde producten zijn  
- pekelharing
- spek
- ham
- kaas
- zoutvlees
- pekelvlees